# Women's WIRE
Women's WIRE (más tarde Women.com) fue el primer espacio en línea y la primera empresa de Internet dirigida a mujeres. Se fundó en California primero con el nombre de WIRE en 1992, un acrónimo de Women's Information Resource & Exchange, y se podía acceder a él a través de telnet mediante una suscripción. Women's WIRE fue concebido por la programadora informática autodidacta Nancy Rhine y luego cofundado con la empresaria Ellen Pack. Más tarde, Women's WIRE migró a la World Wide Web y pasó a ser conocida como Women.com. El sitio atraía millones de visitantes al mes, con alrededor de 300.000 por día. Proporcionó a las usuarias acceso al correo electrónico, funciones comunitarias como salas de chat y foros, acceso a noticias, consejos e información. En la burbuja de las puntocom de 1999, Women's WIRE comenzó a sufrir pérdidas financieras y finalmente fue adquirida por iVillage en 2001.

## Historia
Nancy Rhine había imaginado crear un espacio para mujeres en línea a principios de los años 1990. Rhine y Pack se conocieron en Whole Earth 'Lectronic Link (The WELL), donde Rhine trabajaba como codirectora del sitio. La primera experiencia de Pack en línea ocurrió en 1991 y, aunque disfrutó de la experiencia, Pack notó que faltaban voces de mujeres en línea. Cuando Pack publicó en The WELL sobre cómo iniciar una red para mujeres en línea, Rhine se puso en contacto con ella para contarle su idea. Pack y Rhine trabajaron juntas para desarrollar y lanzar Women's WIRE en 1992. WIRE significaba Intercambio y recursos de información para mujeres. Pack ayudó a proporcionar los fondos de 100.000 dólares que recaudó de familiares y amigos, y Rhine, que era un experta en informática autodidacta, desarrolló el sitio. También involucraron a una consultora de Silicon Valley, Marleen McDaniel. Cuando Rhine y Pack comenzaron el proyecto, un representante masculino les advirtió que no crearan Women's WIRE, diciendo que "no había mercado para las mujeres". Haciendo caso omiso de su consejo, Women's WIRE se convirtió en la primera empresa de Internet dirigida a las mujeres y se lanzó en octubre de 1993 con 500 miembros.
Al principio, la organización sólo se conocía como WIRE y había conseguido la dirección wire.net. Sin embargo, la revista Wired consideró que esto se acercaba demasiado a su nombre y a la dirección que utilizaban, que era wired.com. Ambos grupos acordaron llegar a un acuerdo extrajudicial: Wired acordó ayudar a pagar la mitad de los costos de migración a una nueva dirección y WIRE acordó cambiar su nombre a Women's WIRE. Rhine dijo que la decisión de llegar a un acuerdo se basó en el dinero para que Women's WIRE pudiera concentrarse en hacer crecer su negocio.
Al principio, Women's WIRE funcionaba desde la casa de Pack. En ese momento, era el único "servicio online enfocado a las mujeres". Más tarde, se mudaron a una oficina en el sur de San Francisco con personal exclusivamente femenino. En 1994, ls usuarios, de los cuales el 90% eran mujeres, pagaban 15 dólares al mes para acceder a Women's WIRE. También en 1994, Women's WIRE ascendió a McDaniel al cargo de presidenta de la organización donde McDaniel ayudó a realizar la transición del sitio a Internet . A medida que Internet creció, Women's WIRE se convirtió en Women.com en 1995. Women's WIRE migró a un espacio en CompuServe y a la dirección web Women.com. Trasladaron las oficinas de San Francisco a San Mateo. Rhine dejó la organización en 1996 para desarrollar contenido para mujeres en America Online.
Se convirtió en un "portal web integral donde las mujeres podían establecer contactos" y más. En 1996, las empleadas de Women's WIRE creaban contenido que era visto por 300.000 visitantes al mes. El sitio fue apoyado por publicidad. En 2000, aproximadamente el 80% de los ingresos del sitio provinieron únicamente de la publicidad.
En 1997, Pack escribió un libro, Women's Wire Web Directory, para ayudar a las mujeres a navegar por los espacios en línea e involucrarlas en Women's WIRE. En 1999, contaban con el apoyo de patrocinadores como Microsoft, Toyota, IBM, Hallmark y Bloomberg. A principios de 1999, Women.com también adquirió HomeArts.com, parte de Hearst Corporation.
En 1999, sin embargo, los precios de las acciones cayeron significativamente en la crisis de las puntocom, y iVillage compró Women.com en 2001. El acuerdo de compra, que incluía efectivo y acciones, valía 47 millones de dólares y fusionaba Women.com e iVillage. La fusión en sí creó "el destino más grande y completo del mundo para mujeres en la web" en ese momento.

## Contenido
Women's WIRE se desarrolló para "convertirse en una red de comunicaciones internacional centrada en cuestiones de mujeres". El contenido del sitio cambiaba con frecuencia para mantener el interés de los lectores. El sitio tenía "gráficos agradables pero sobrios", según Entertainment Weekly en 1996, y se cargaba rápidamente. Las secciones del sitio incluían preguntas de los lectores. Women's WIRE proporcionó enlaces a ofertas de trabajo y también proporcionó fuentes que podrían ayudar a las mujeres a desarrollar sus carreras y sus habilidades para buscar empleo. El sitio también era conocido por tener sentido del humor sobre los temas que cubría. Cuando se acercaron los Juegos Olímpicos de Atlanta 1996, Women's WIRE se unió a Women's Sports + Fitness para brindar cobertura del evento y también incluyó artículos sobre fitness, entrenamiento y deportes. Women's WIRE, ahora conocido como Women.com, continuó ampliando su gama de contenidos en 1999 para atraer más visitantes al sitio. Women.com tenía acuerdos exclusivos para mostrar material de las revistas Hearst. Women.com también agregó contenido de Harlequin Books a su sitio en 1999. También había planes para permitir a las usuarias comprar libros directamente del editor a través de Women.com. En el año 2000, Women.com contaba con más de 100.000 páginas de contenido. También ofrecieron boletines y la posibilidad de que las usuarias crearan su propia página de inicio.
Además, Women's WIRE proporcionado un sentido de pertenencia a una comunidad a las usuarias. Era un lugar donde las mujeres podían compartir sus inquietudes y encontrar consejos de otras mujeres sobre sus problemas. También estaban disponibles recursos relacionados con la ayuda en los casos de violenca doméstica. Las mujeres pudieron movilizarse políticamente a través de Women's WIRE, compartiendo información y alentando a las mujeres a reclamar a los políticos. El sitio fue más radical en sus inicios, reflejando las preferencias de la cofundadora Nancy Rhine, que quería enfatizar los principios comunitarios y feministas.

## Tecnología
Cuando comenzó Women's WIRE, era un servicio en línea basado en suscriptoras con alrededor de 1.300 en total. Women's WIRE se ejecutó inicialmente en un software llamado First Class BBS. Las mujeres iniciaban sesión utilizando un número local en San Francisco o con telnet. Si las usuarias necesitaban ayuda para conectarse a Women's WIRE, podían recibir asistencia de su propio servicio de atención al cliente. En 1994, Rhine y su cofundadora Ellen Pack tuvieron que tomar la decisión de pasarse a la World Wide Web. En octubre de 1995, Women's WIRE cambió a CompuServe. Women's WIRE estaba ahora en la versión 2.6 y los usuarios podían acceder al sitio mediante un disquete y CompuServe. La versión 2.6 proporcionó acceso de cliente a través de CompuServe y una conexión de acceso telefónico. Las mujeres que usaban la versión 2.6 tenían acceso a correo electrónico, salas de chat, agencias de noticias y más. En 1996, Women's WIRE dejó de funcionar con un sistema de Sistema de Tablón de anuncios alentando a sus suscriptoras a unirse a un foro creado en CompuServe. Las visitantes también pudieron acceder a la dirección web Women.com para ver al contenido.